# Alphenal
Alphenal (Alphenal, Efrodal, Prophenal, Sanudorm), còn được gọi là axit 5-allyl-5-phenylbarbituric, là một dẫn xuất barbiturat được phát triển trong thập niên 1920. Nó chủ yếu có đặc tính chống co giật, và đôi khi được sử dụng để điều trị chứng động kinh hoặc co giật, mặc dù không phổ biến như các barbiturat được biết đến nhiều hơn như phenobarbital.
LD50: Chuột (uống): 280 mg/kg